# Kekliktepe, Güroymak
Kekliktepe là một xã thuộc huyện Güroymak, tỉnh Bitlis, Thổ Nhĩ Kỳ. Dân số thời điểm năm 2011 là 242 người.